# Експресно фото
Експресно фото (на английски: One Hour Photo) е американски филм от 2002 г.

## Актьорски състав
| Актьор        | Роля                       |
| ------------- | -------------------------- |
| Робин Уилямс  | Сай Периш                  |
| Кони Нилсен   | Нина Йоркин                |
| Майкъл Вартан | Уил Йоркин                 |
| Дилън Смит    | Джейк Йоркин               |
| Гари Коул     | Бил Оуенс                  |
| Ерин Даниълс  | Мая Бърсън                 |
| Ерик Ла Сал   | детектив Джеймс Ван Дер Зи |
| Кларк Грег    | детектив Пол Аутърбридж    |

## Награди и номинации
| Награда | Категория                                     | Номиниран(и)                                  | Резултат  |
| ------- | --------------------------------------------- | --------------------------------------------- | --------- |
| Сатурн  | Най-добър актьор                              | Робин Уилямс                                  | награда   |
| Сатурн  | Най-добър екшън, приключенски или трилър филм | Най-добър екшън, приключенски или трилър филм | номинация |
| Сатурн  | Най-добра актриса в поддържаща роля           | Кони Нилсен                                   | номинация |
| Сатурн  | Най-добър сценарий                            | Марк Романек                                  | номинация |
| Сатурн  | Най-добра музика                              | Райнхолд Хайл и Джони Климек                  | номинация |
| Сателит | Най-добър филмов монтаж                       | Джефри Форд                                   | номинация |
| Сателит | Най-добър актьор в драматичен филм            | Робин Уилямс                                  | номинация |

## „Експресно фото“ в България
На 23 април 2010 г. bTV Cinema излъчи филма с български дублаж за телевизията. Екипът се състои от:
| Преводач            | Полина Николова                                                                       |
| Режисьор на дублажа | Чавдар Монов                                                                          |
| Тонрежисьор         | Радослав Колев                                                                        |
| Озвучаващи артисти  | Радосвета Василева Александра Грънчарова Владимир Пенев Методи Вълчев Пламен Манасиев |